# Perc Westmore
Percival Harry Westmore, noto anche con lo pseudonimo di Perc (Canterbury, 29 ottobre 1904 – Los Angeles, 30 settembre 1970), è stato un truccatore britannico.
Membro di spicco della famiglia Westmore, truccatori a Hollywood, divenne capo del reparto trucco della Warner Bros. e con i suoi fratelli fondò lo studio "The House of Westmore" sul Sunset Boulevard a Los Angeles. Lavorò con famose attrici di Hollywood del periodo, tra cui Lauren Bacall, Bette Davis e Kay Francis.

## Biografia
Il salone di bellezza "House of Westmore" fu inaugurato il 16 aprile 1935, sul Sunset Boulevard, a Los Angeles. Perc (pronunciato "Perss" e non "Perk") fu determinante per completare il progetto, poiché i fratelli avevano finito i soldi prima di finirlo. Mentre lavorava sul set del film Il ponte, parlò all'attrice Kay Francis della loro situazione; questa gli rispose con un assegno in bianco per completare il progetto, con cui lui incassò 25000 $. Francis, insieme ad altre star della giornata tra cui Marlene Dietrich, Clara Bow e Carole Lombard, successivamente contribuirono a lanciare lo studio.
Mentre era a capo del reparto trucco della Warner Brothers, sperimentò diversi cambiamenti tra cui l'introduzione di una descrizione delle sfumature del colore dei capelli al fine di utilizzare diversi tipi di trucco in modo più appropriato. Mentre prima di Perc Westmore gli studios descrivevano le attrici semplicemente come "bionda" o "mora", Westmore introdusse una tabella di trentacinque sfumature solo di biondo. Durante la produzione di un film, Perc Westmore creò una mano in lattice da essere usata nei primi piani. Secondo il fratello di Perc, Frank, la mano era così dettagliata che fu esaminata dai medici per studiarla e il processo fu adattato per l'uso da parte dell'industria medica.
Perc Westmore lavorò ai prodotti di bellezza della House of Westmore e la promozione distribuiva copie della "Perc Westmore's Make-up Guide". Una di queste pubblicità descriveva i successi di Perc Westmore come "responsabili dell'acconciatura e del trucco di grandi star come Bette Davis, Ann Sheridan, Merle Oberon, Olivia de Havilland, Brenda Marshall ... e una volta o l'altra ha lavorato praticamente con tutte le grandi star di Hollywood".
Comparve in un cameo sullo schermo nel film Hollywood Hotel del 1937.. Perc Westmore fu il make-up artist di Bette Davis durante le riprese di Il conte di Essex nel 1939, dove divenne la prima attrice di Hollywood ad apparire calva sullo schermo (sebbene in realtà fossero solo un paio di pollici della sua attaccatura dei capelli ad essere rasati, per sembrare calva sotto le parrucche). Ciò non era dovuto alle idee di Westmore, ma perché Davis voleva apparire storicamente accurata nella parte della regina Elisabetta.
Nel 1951, lavorò con la Marina degli Stati Uniti per sviluppare uno stile di capelli per il personale femminile che resistesse alle brezze marine.
Perc morì di infarto il 30 settembre 1970, nella sua casa di North Hollywood. È sepolto al Forest Lawn Memorial Park di Glendale. Ha avuto una nomination postuma nella categoria Outstanding Achievement in Make-up ai Primetime Emmy Awards nel 1971 per il suo lavoro in The Third Bill Cosby Special. Il premio è andato a Robert Dawn per Mission: Impossible.
Il 3 ottobre 2008, la famiglia Westmore ha ricevuto una stella sulla Hollywood Walk of Fame per il suo lavoro nell'industria cinematografica.

## Vita privata
Si sposò quattro volte, con Virginia Thomas, Gloria Dickson, Juliette Novis e Margaret Valetta.

## Filmografia

### Cinema
- Il mondo perduto (The Lost World), regia di Harry O. Hoyt (1925)
- Don X, figlio di Zorro (Don Q Son of Zorro), regia di Donald Crisp (1925)
- Sette passi verso Satana (Seven Footprints to Satan), regia di Benjamin Christensen (1929)
- The Monroe Doctrine, regia di Crane Wilbur - cortometraggio (1939)
- Il sentiero della gloria (Gentleman Jim), regia di Raoul Walsh (1942)
- Casablanca, regia di Michael Curtiz (1942)
- My Girl Tisa, regia di Elliott Nugent (1948)